# Tod im Spielzeugland
Tod im Spielzeugland (Originaltitel Dollman vs. Demonic Toys) ist ein US-amerikanischer Actionfilm aus dem Jahr 1993 mit Tim Thomerson in der Hauptrolle. Charles Band war für Regie, das Drehbuch und die Produktion zuständig.

## Handlung
Der Film beginnt damit, dass Brick Bardo per Anhalter in die Stadt Pahoota fährt, wo er versucht, ein Mädchen namens Nurse Ginger zu finden, das von Außerirdischen geschrumpft wurde. Zeitgleich wird gezeigt, wie Judith Gray unter Albträumen bezüglich ihrer Begegnung mit den dämonischen Spielzeugen leidet. Seit den Ereignissen, die ein Jahr zuvor stattfanden, hat Judith das Toyland Warehouse beobachtet und glaubt, dass die Spielzeuge noch leben. Währenddessen betritt ein betrunkener Obdachloser das Lagerhaus, um sich vor dem Regen zu schützen, und beginnt, mit einem Clown-Dreirad herumzuspielen. Dabei wird er von einer Schachtel voll mit Spielzeug erschlagen. Aufgrund des vergossenen Blutes wird der Rest der Spielzeuge zu neuem Leben erweckt.
Judith, die sich jetzt im Gebäude befindet und auf Konfrontation mit dem Spielzeug gehen will, wird verhaftet, weil sie in das Gebäude einbricht. Währenddessen schaffen die Spielzeuge es, den Sicherheitsbeamten Ray Vernon zu manipulieren und ihn dazu zu zwingen, für sie zu handeln. Ginger, die ihre Zeit allein auf einer Küchentheke verbringt, wird von einem Reporter zu einem Interview genötigt. Nach dem Interview erscheint eine große Spinne und verschreckt Ginger. Da erscheint Brick und tötet die Spinne. 
Währenddessen besticht Judith den Nachrichtenreporter, um ihr zu sagen, wo sich Ginger und Bardo befinden. Sie findet die beiden Kleinwüchsigen schließlich und die drei verbünden sich, um die Spielzeuge zu vernichten. Während des Kampfes im Gebäude gelingt es Judith, Ray zu erschießen, stirbt im Kampf allerdings selber. Brick erfährt anschließend von den Zielen von Baby Oopsy Daisy. Es möchte Nurse Ginger vergewaltigen und anschließend die Seele des so gezeugten Babys in Besitz zu nehmen, somit als Dämon Mensch zu werden. Für diesen Zweck hat es Ginger bereits gefesselt und wartet auf Mitternacht, um das Ritual durchführen zu können. Brick verwickelt die Spielzeuge in einen weiteren Kampf, in dessen Verlauf sich Ginger befreien und schließlich Baby Oopsie Daisy getötet werden kann.

## Hintergrund
Der Film ist die direkte Fortsetzung von Dollman – Der Space-Cop! (Brick Bardo) aus dem Jahr 1991. Allerdings führt er auch die Handlungsstränge von Cosmo (Bad Channels) aus dem Jahr 1992 (die geschrumpfte Nurse Ginger) und Demonic Toys (Polizistin Judith Grey) aus demselben Jahr weiter. Tatsächlich finden sich in Tod im Spielzeugland ganze Filmszenen, die bereits in den drei Vorgängern verwendet wurden.
Tim Thomerson schlüpft nach Dollman – Der Space-Cop! und Cosmo zum dritten Mal in die Rolle des Brick Bardo.

## Kritik
„[...] Atmosphärisch dicht und belastend inszeniert, wirkt die skurrile Story eher konstruiert und effekthascherisch. Rüde Dialoge, Zwischenschnitte von hämisch grinsenden Puppengesichtern und veräußerlichend spannungssteigernde Musik verstärken diesen Eindruck.“

Am 6. Oktober 2023 wurde auf Tele 5 eine von Oliver Kalkofe und Peter Rütten kommentierte Fassung des Films innerhalb der Sendereihe Die schlechtesten Filme aller Zeiten (SchleFaZ) ausgestrahlt.